# Beldi (musique)
Pour les articles homonymes, voir Beldi.
Le beldi est le genre musical de la région d'Errachidia (Tafilalet) au Maroc. Également connu sous le nom de "Beldi de Tafilalet", ce style musical tire son nom du terme arabe marocain signifiant "local" ou "du pays". Il est profondément enraciné dans la culture et les traditions de la région.

## Histoire et origines
Le Beldi de Tafilalet trouve ses origines dans la région historique du Tafilalet, connue pour son riche héritage culturel. Au fil des siècles, le Beldi s'est développé en fusionnant les traditions musicales locales avec des influences berbères, arabes et sahariennes.

## Caractéristiques musicales
Le Beldi de Tafilalet se distingue par ses rythmes entraînants, ses mélodies envoûtantes et ses paroles poétiques chantées en darija, le dialecte marocain. Les instruments à percussion jouent un rôle central, notamment le bendir, la taarija et le tbal. On peut également entendre le guembri, un luth traditionnel, accompagnant les chansons.

## Thèmes et paroles
Les chansons du Beldi de Tafilalet abordent souvent des thèmes tels que l'amour, la nature, la vie quotidienne et les valeurs culturelles de la région. Les paroles sont souvent improvisées, permettant aux chanteurs d'exprimer leurs émotions avec passion et expressivité.

## Évolution et influences
Au fil du temps, le Beldi de Tafilalet a évolué en intégrant des influences d'autres styles musicaux marocains et nord-africains, ainsi que des éléments modernes. Cependant, il reste ancré dans la culture et les traditions du Tafilalet, préservant ainsi son authenticité.

## Importance culturelle et préservation
Le Beldi de Tafilalet revêt une grande importance culturelle en tant qu'expression artistique et patrimoine immatériel de la région du Tafilalet. Des festivals et des initiatives locales sont mis en place pour préserver et promouvoir ce genre musical, permettant ainsi aux nouvelles générations de découvrir le Beldi de Tafilalet.